# Hiram Mier
Hiram Ricardo Mier Alanís (ur. 25 sierpnia 1989 w Monterrey) – meksykański piłkarz występujący na pozycji środkowego obrońcy, reprezentant Meksyku.

## Kariera klubowa
Mier pochodzi z miasta Monterrey i jest wychowankiem akademii juniorskiej tamtejszego klubu CF Monterrey. Do pierwszego zespołu został włączony w wieku dwudziestu jeden lat po kilku latach gry w drugoligowych i trzecioligowych rezerwach przez szkoleniowca Víctora Manuela Vuceticha i pierwszy mecz rozegrał w niej w sierpniu 2010 w konfrontacji z Seattle Sounders (2:0) w rozgrywkach Ligi Mistrzów CONCACAF. W meksykańskiej Primera División zadebiutował natomiast dwa miesiące później, 2 października 2010 w wygranym 2:1 spotkaniu z Necaxą. Od razu wywalczył sobie pewne miejsce na środku obrony, tworząc duet stoperów z José Maríą Basantą. W swoim debiutanckim sezonie Apertura 2010 zdobył z Monterrey tytuł mistrza Meksyku, a sam został uhonorowany w plebiscycie Meksykańskiego Związku Piłki Nożnej nagrodą dla odkrycia rozgrywek. W 2011 roku triumfował ze swoją drużyną w najbardziej prestiżowych rozgrywkach północnoamerykańskiego kontynentu – Lidze Mistrzów CONCACAF, zaś kilka miesięcy później wziął udział w Klubowych Mistrzostwach Świata, podczas których zdobył gola w meczu z Espérance Tunis (3:2), zaś Monterrey zajęło piąte miejsce.
W wiosennym sezonie Clausura 2012, wciąż będąc filarem defensywy, Mier zdobył z Monterrey tytuł wicemistrza kraju, a w tym samym roku ponownie wygrał Ligę Mistrzów CONCACAF i wystąpił na Klubowych Mistrzostwach Świata. Wówczas jego zespół spisał się lepiej niż poprzednio, zajmując trzecią lokatę. W 2013 roku po raz trzeci z rzędu triumfował z prowadzoną przez Vuceticha drużyną w północnoamerykańskiej Lidze Mistrzów, jednak listopadzie tego samego roku doznał poważnej kontuzji prawego kolana, w wyniku której musiał pauzować przez kolejne siedem miesięcy. Po powrocie do zdrowia powrócił do wyjściowego składu, premierowego gola w najwyższej klasie rozgrywkowej zdobywając 19 marca 2016 w przegranej 1:3 konfrontacji z Guadalajarą. W tym samym sezonie Clausura 2016 zdobył z Monterrey kolejne wicemistrzostwo Meksyku.

## Kariera reprezentacyjna
W październiku 2011 Mier został powołany przez Luisa Fernando Tenę do reprezentacji Meksyku U-23 na Igrzyskach Panamerykańskie w Guadalajarze. Tam pełnił rolę podstawowego zawodnika swojej drużyny i wystąpił w czterech z pięciu możliwych spotkań (we wszystkich w wyjściowym składzie), natomiast jego kadra zdobyła wówczas złoty medal na męskim turnieju piłkarskim, pokonując w finale Argentynę (1:0). W marcu 2012 znalazł się w składzie na północnoamerykańskie kwalifikacje do Igrzysk Olimpijskich w Londynie, gdzie również miał pewne miejsce na środku obrony i rozegrał cztery mecze (wszystkie od pierwszej minuty), zaś jego drużyna triumfowała wówczas w tych rozgrywkach po pokonaniu w finale po dogrywce Hondurasu (2:1). Po upływie dwóch miesięcy wziął udział w prestiżowym towarzyskim Turnieju w Tulonie, podczas którego wystąpił w czterech z pięciu spotkań (we wszystkich w wyjściowej jedenastce) i zdobył gola w finałowej konfrontacji z Turcją (3:0), w wyniku którego meksykańska drużyna zwyciężyła tamtą edycję turnieju. Kilka tygodni później został powołany przez Tenę na Igrzyska Olimpijskie w Londynie. Tam miał niepodważalne miejsce na środku defensywy, tworząc solidny duet stoperów z Diego Reyesem i rozegrał wszystkie sześć meczów w pełnym wymiarze czasowym. Meksykanie zdobyli wówczas jedyny złoty medal dla swojego kraju na tej olimpiadzie po pokonaniu w finale faworyzowanej Brazylii (2:1).
W 2011 roku Mier został awaryjnie powołany przez selekcjonera José Manuela de la Torre na Złoty Puchar CONCACAF, zastępując zdyskwalifikowanego za doping Christiana Bermúdeza. Tam nie wystąpił jednak w żadnym spotkaniu, będąc głębokim rezerwowym drużyny, zaś jego kadra triumfowała ostatecznie w tych rozgrywkach po pokonaniu w finale USA (4:2). Kilka dni później znalazł się w ogłoszonym przez Luisa Fernando Tenę składzie rezerwowej reprezentacji Meksyku, złożonej głównie z graczy z rocznika '89, która pod szyldem dorosłej kadry wzięła udział w Copa América. Właśnie na tym turnieju zadebiutował w seniorskiej reprezentacji, 4 lipca 2011 w przegranym 1:2 spotkaniu fazy grupowej z Chile, a ogółem na argentyńskich boiskach pełnił rolę kluczowego defensora swojego zespołu i wystąpił we wszystkich trzech spotkaniach od pierwszej do ostatniej minuty. Jego zespół zanotował jednak wówczas komplet porażek i odpadł z rozgrywek już w fazie grupowej. W późniejszym czasie wziął również udział w udanych dla jego kadry eliminacjach do Mistrzostw Świata 2014, podczas których zanotował tylko dwa występy (na szesnaście możliwych).
W 2013 roku Mier znalazł się w ogłoszonym przez De la Torre składzie na Puchar Konfederacji. Tam miał pewne miejsce w wyjściowej jedenastce drużyny narodowej i wystąpił we wszystkich trzech spotkaniach (z czego w dwóch w pierwszym składzie), jednak Meksykanie nie zdołali wówczas wyjść z grupy.

## Statystyki kariery

### Klubowe
| Monterrey | 2010–2011 | Meksyk | Liga MX | 25  | 0 | —  | — | LMC       | 10 | 0 | 35  | 0 |
| Monterrey | 2011–2012 | Meksyk | Liga MX | 31  | 0 | —  | — | LMC + KMŚ | 9  | 1 | 40  | 1 |
| Monterrey | 2012–2013 | Meksyk | Liga MX | 31  | 0 | —  | — | LMC + KMŚ | 9  | 1 | 40  | 1 |
| Monterrey | 2013–2014 | Meksyk | Liga MX | 12  | 0 | 3  | 0 | —         | —  | — | 12  | 0 |
| Monterrey | 2014–2015 | Meksyk | Liga MX | 29  | 0 | 4  | 0 | —         | —  | — | 33  | 0 |
| Monterrey | 2015–2016 | Meksyk | Liga MX | 18  | 1 | 3  | 0 | —         | —  | — | 21  | 1 |
| Monterrey | 2016–2017 | Meksyk | Liga MX | 0   | 0 | —  | — | LMC       | 0  | 0 | 0   | 0 |
| Ogółem    | Ogółem    | Ogółem | Ogółem  | 146 | 1 | 10 | 0 | LMC + KMŚ | 28 | 2 | 184 | 3 |

- LMC – Liga Mistrzów CONCACAF
- KMŚ – Klubowe Mistrzostwa Świata

### Reprezentacyjne
| Meksyk | Meksyk | 2011   | 0 | 0 | — | — | CA      | 3 | 0 | 3  | 0 |
| Meksyk | Meksyk | 2012   | — | — | — | — | —       | — | — | 0  | 0 |
| Meksyk | Meksyk | 2013   | 2 | 0 | 1 | 0 | PK      | 3 | 0 | 5  | 0 |
| Meksyk | Meksyk | 2014   | 1 | 0 | — | — | —       | — | — | 1  | 0 |
| Meksyk | Meksyk | 2015   | 1 | 0 | — | — | —       | — | — | 1  | 0 |
| Ogółem | Ogółem | Ogółem | 4 | 0 | 1 | 0 | CA + PK | 6 | 0 | 11 | 0 |

- CA – Copa América
- PK – Puchar Konfederacji